# Zandvoorde (Zonnebeke)
|  | Per a altres significats, vegeu «Zandvoorde». |

Zandvoorde és un poble de l'actual municipi de Zonnebeke a la província Flandes Occidental de Bèlgica. L'1 de gener de 1977 es va fusionar amb Zonnebeke. El 2009 tenia 482 habitants. Es troba a una cresta arrenosa als marges del Bassevillebeek i Kasteelbeek en la conca del Leie a terres argiloses-arenoses. És un poble rural i residencial.
El primer esment escrit Santfort data del 1102, quan l'església parroquial va ser sotmesa al prebost de l'abadia de Voormezele. Depenia de la senyoria de Komen. El nom prové de zand (sorra) i voorde (gual). El 1971 va fusionar amb Geluveld i el 1977 amb Zonnebeke. Abans la fusió, el nom oficial del municipi era Zandvoorde-bij-Ieper (Zandvoorde d'Ieper), els britànics utilitzen l'ortografia Zantvoorde, en relats sobre la Primera Guerra Mundial.
En aquesta guerra el poble va ser totalment arrasat. La màxima violència es va produir durant la batalla de Passendale del 31 de juliol fins al 10 de novembre del 1917. Després de la guerra, el poble va ser reconstruït segons els plans de l'arquitecte de Kortrijk H. Allaert. Romain Brel, pare del cantautor Jacques Brel hi va néixer.
El poble compta un cementiri militar (Zantvoorde British Cemetery), un monument del Regne Unit i uns búnquers alemanys.

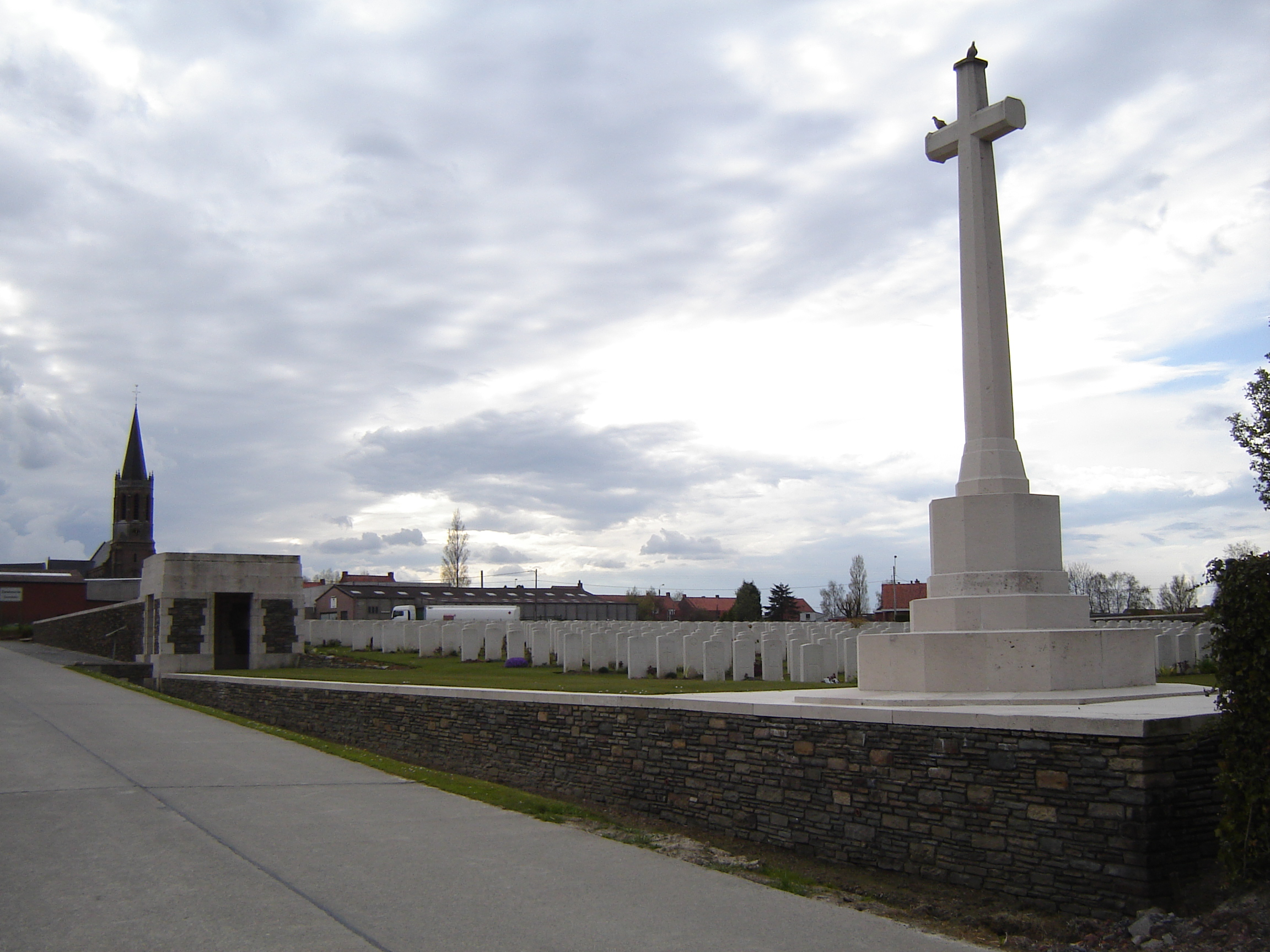
Zantvoorde British Cemetery
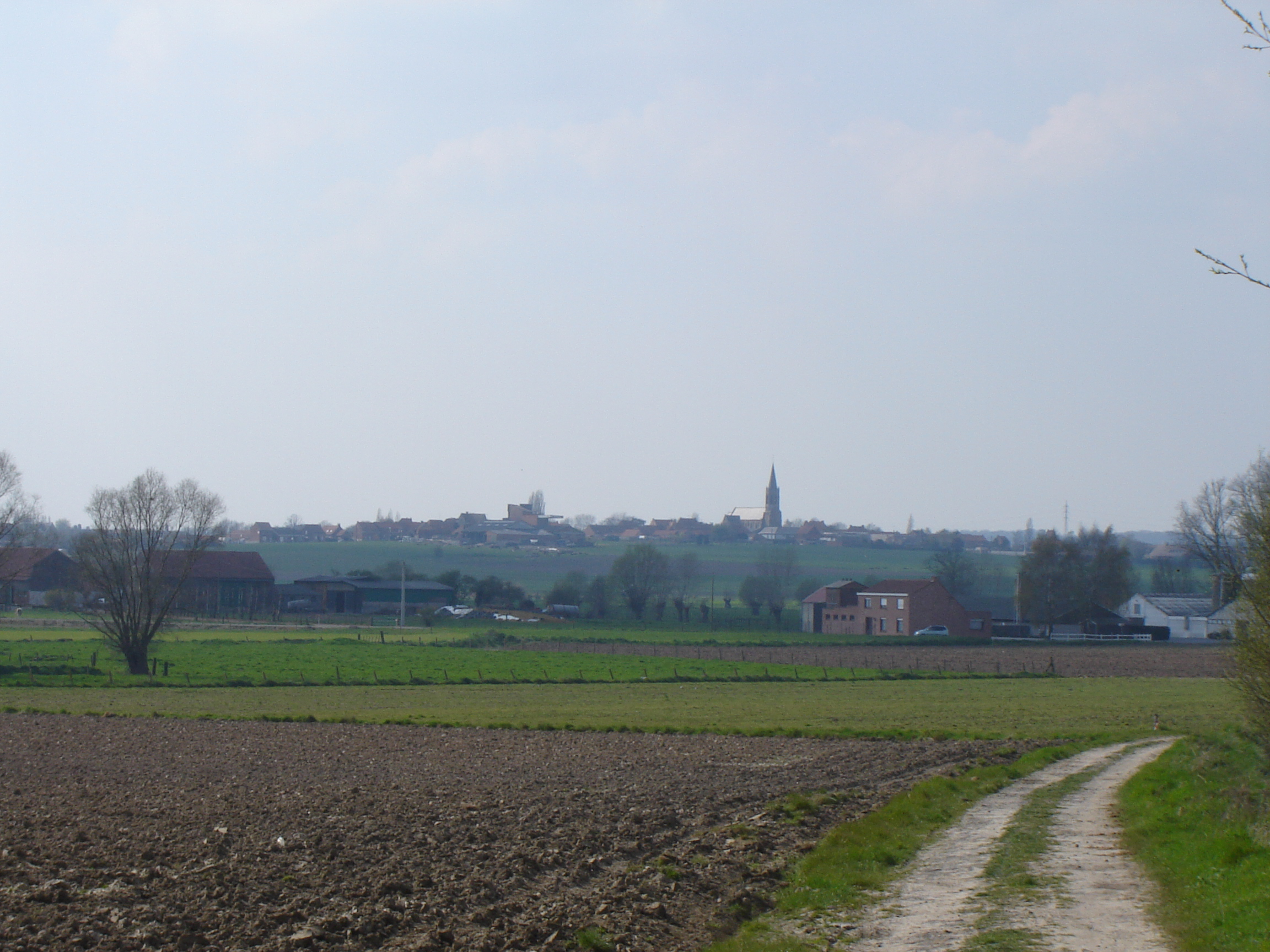
Panorama